# Phyllotreta armoraciae
Phyllotreta armoraciae es una especie de insecto coleóptero de la familia Chrysomelidae. Fue descrita en 1803 por Koch.
Se alimenta de rábanos y acumula toxinas que le confieren defensa contra depredadores. Es de distribución holártica.